# Professeur Layton et l'Héritage des Aslantes
Professeur Layton et l'Héritage des Aslantes (レイトン教授と超文明Aの遺産, Reiton-kyōju to Chō-Bunmei Ē no Isan), également traduit par Professeur Layton et les descendants Aslantes, est un jeu vidéo développé et édité par Level-5. C'est le 6e et le dernier opus de la saga (troisième dans l'ordre chronologique), et des informations ont été diffusées à son sujet dans le Nintendo Direct du 29 août 2012.
Le jeu est sorti le 28 février 2013 au Japon. Au mois d'avril 2013, Satoru Shibata, président de Nintendo Europe, annonça que le dernier opus sortira au cours de l'année. C'est la première fois qu'un jeu de l'éditeur Level-5 sort la même année en Europe.

## Histoire
(toutes les informations citées ci-contre viennent du jeu lui-même.)
Les évènements de ce jeu se déroulent un an après l'aventure de Professeur Layton et le masque des miracles...

### Prologue: l'envol.
Le professeur reçoit une lettre d'un archéologue de renom nommé Desmond Sycamore. Celui-ci les invite à se déplacer dans son dirigeable personnel, le Bostonius, jusqu'à un petit village hivernal nommé Froënborg. Il explique dans sa lettre la découverte d'une momie vivante.

### Chapitre 1: l'éveil.
Lorsque le professeur Layton et ses amis rencontrent le professeur Desmond Sycamore, ils découvrent dans la glace une jeune fille. Celle-ci serait prisonnière des glaces depuis plus d'un million d'années. Il s'agirait de l'émissaire des Aslantes, nommée Gaïa. Cette dernière aurait la mission de guider les humains afin de révéler l'héritage des Aslantes et de révéler l'emplacement de la clé laissé par l'ancienne civilisation. Mais une organisation nommée TARGET, dirigée par un dénommé Léon Bronev, convoite Gaïa pour qu'elle leur révèle l'héritage des Aslantes. Ils kidnappent Gaïa et, retenus par deux agents de TARGET, le professeur, suivi d'Emmy, Luke et Desmond, perdent assez de temps pour que l'agence puisse s'envoler, Gaïa coincée dans leur vaisseau. S'ensuit une poursuite dans laquelle Bronev envoie des drones que le Bostonius abat sans souci. Luke et le professeur, grâce à un câble tendu entre leur vaisseau et l'aéronef de Bronev, rejoignent le vaisseau ennemi et atteignent après une traversée mouvementée l'avant du vaisseau, dans lequel Bronev se trouve en compagnie de Gaïa, qu'il tient en otage. Lorsqu'ils entrent, Layton et son apprenti parlent à Léon et, après une discussion agitée, Gaïa provoque une onde de choc qui met le vaisseau de TARGET en alerte. Le professeur, accompagné de son apprenti et de la jeune fille, qui s'est évanouie, utilisent le câble emprunté à l'allée comme une corde de rappel. Gaia se réveille lors de la descente, s'agite et tombe. Cela marque la fin du premier chapitre.

### Chapitre 2: La jeune fille.
Après une chute pour le moins douloureuse, le groupe de Layton se retrouve dans les bois. Avec l'aide d'un écureuil, que Luke comprend grâce à son don, Ils apprennent qu'ils sont dans la forêt qui se trouve à l'ouest de Carpington, un petit village un peu spécial. La troupe du professeur traverse la ville à la recherche de Gaïa, TARGET aux trousses. Un pêcheur vivant près de la voie ferrée de Carpington leur indique qu'il vient de voir une jeune fille marcher sur l'eau. Ils se dirigent vers l'endroit indiqué et, en effet, ils aperçoivent Gaïa qui se déplace aisément, comme si l'eau était solide. Ils rejoignent Gaïa qui, comme entièrement changée, libère un sanctuaire immergé grâce à ce qu'on suppose être un pouvoir hérité des Aslantes. La troupe au complet entre dans le dôme et, regardant les murs, réalisent qu'une histoire écrite dans la langue des Aslantes est écrite. Ils la traduisent, obtenant un conte ancien qui raconte la légende des cavaliers du ciel. La voici : 
"À l'aube des temps, le monde ne comptait encore qu'un seul continent, aussi immense que prospère. C'était une période de paix, car tout le monde était sous la protection du souverain ailé, le grand Roi Céleste. Le règne de ce monarque juste et digne s'étendait à toutes les contrées et tous leurs habitants. Mais les cinq enfants du Roi, les Cavaliers du Ciel, étaient d'une nature bien différente de celle de leur noble père. Orgueilleux et arrogants, tous convoitaient le trône et nourrissaient le sombre dessein d'un règne sans partage. Ils se livrèrent une guerre sans merci, sacrifiant des peuples entiers et défigurant à jamais les territoires. Exaspéré par leur attitude, le roi céleste laissa libre cours à sa colère et sortit son épée... Quatre fois sa lame fendit tant les airs que la terre et, quand il la remit au fourreau, la face du monde avait changé. Il avait divisé le monde en dix continents et condamné ses enfants à vivre sur la terre ferme. Le Roi Céleste scella les portes des cieux, et cacha les cinq clés à divers endroits dans le monde. Lorsque mes enfants seront prêts, dit-il, ils retrouveront les clés et reprendront le chemin des cieux. Depuis ce jour, les enfants du roi ont gardé l'habitude de se tourner vers le ciel en quête de sagesse. Inlassablement, ils cherchent les clés qui leur permettront de voler à nouveau."
Une espèce de carte, sur le mur, indique, après avoir résolu l'énigme du roi, les positions des cinq clés cachées au travers des continents. Layton, Emmy, Luke, Desmond et Gaïa font donc demi-tour et traversent la ville par les quais afin d'éviter les agents de TARGET. Ils remontent dans le Bostonius, marquant la fin du chapitre 2.

## Personnages principaux
- Hershel Layton : Hershel Layton est un parfait gentleman, passionné d'énigmes et grand amateur de thé. Son vrai nom a beau être Theodore Bronev, il se considère avant tout comme un Layton. Il a mis fin aux activités criminelles de TARGET, et ses prouesses ont fait de lui une vraie célébrité.

- Luke Triton : Luke est un garçon intelligent, gourmand et parfois facétieux, qui se considère comme l'apprenti du professeur Layton. Il est très doué pour les énigmes, et sa faculté de parler aux animaux s'est avérée utile à maintes reprises.

- Emmy Altava : Emmy est une jeune femme très vive, experte en arts martiaux et talentueuse quand il s'agit d'enquêter. C'est en réalité une espionne de TARGET. Sa loyauté envers Bronev l'a finalement emporté sur l'admiration qu'elle portait à Layton. Après l'avoir trahi, elle démissionna de son poste, estimant que Luke faisait un bien meilleur apprenti, en promettant de revenir le jour où elle sera à nouveau digne d'être son assistante.

- Desmond Sycamore : confrère archéologue du professeur Layton, à la recherche de l'héritage Aslante. Il est révélé en fin de jeu comme étant la véritable identité de Jean Descole et le frère aîné de Hershel Layton (son véritable nom étant Hershel Bronev). Jean Descole n'était qu'un personnage qu'il avait créé pour incarner sa vengeance contre TARGET, qui a autrefois pris sa femme, son enfant et ses parents. Son objectif est à la fois de trouver l'héritage Aslante avant TARGET, mais également et surtout de dissoudre cette organisation définitivement.

- Leon Bronev : Cet archéologue enlevé par TARGET a tout fait pour percer les secrets des Aslantes dans l'espoir de regagner sa liberté et celle de son épouse. Hélas, sa femme, Rachel, est morte avant qu'il n'y parvienne et cet événement l'a transformé au point qu'il est devenu l'impitoyable chef de l'organisation TARGET. Il est le vrai père de Desmond Sycamore (alias Jean Descole) et d'Hershel Layton.

- Gaïa : Cette mystérieuse jeune fille a passé plus d'un million d'années enfermée dans les glaces. Après son réveil, elle s'est attachée à Layton et ses amis, et a fini par admirer les humains. Elle était en réalité le dernier golem des Aslantes, et une fois sa mission achevée, elle cessa d'exister.

- Raymond : Le fidèle majordome de Sycamore possède de nombreux talents, dont celui de mécanicien du Bostonius. On ne sait rien du passé commun de Raymond et de son maître, mais il est évident qu'un lien très fort les unit.

- Keats : Keats, le chat bien-aimé de Mamie Mystère, a un talent inné pour trouver et rassembler les énigmes que Layton et les autres pourraient oublier ici et là. Il comprend plusieurs langues, dont le français, l'anglais et le chaponais, et semble tout à fait à son aise à bord du Bostonius.

## Voix françaises
- Martial Le Minoux : Hershel Layton, Roland Layton

- Marie Zidi : Luke Triton, Theodore Bronev

- Caroline Klaus : Emmy Altava, Lucille Layton

- Geneviève Doang : Gaïa, Hershel Bronev, Rachel

- Jean-Marie Fonbonne : Desmond Sycamore / Jean Descole

- Emmanuel Dabbous : Leon Bronev

- Hugues Martel : Raymond, Clamp Grosky

- Philippe Bozo : Léonard Bloom, Sterne